# エド・サドウスキー
エドワード・アンソニー・サドウスキー (Edward Anthony Sadowski, 1917年7月11日 - 1990年9月18日) は、アメリカ合衆国の元プロバスケットボール選手、指導者。身長196cm、体重109kg。ポジションはセンター。

## 経歴
サドウスキーはシートン・ホール大学で後に殿堂入りするボブ・デイヴィスとともにスター選手として活躍した。卒業後はNBLでプレーし、フォートウェイン・ゾルナー・ピストンズ（現デトロイト・ピストンズ）時代の1945年にリーグ優勝を果たした。1941年にはオールNBL1stチームに選ばれている。
1946年、サドウスキーはこの年設立されたBAAのトロント・ハスキーズに選手兼ヘッドコーチとして入団した。ボストン・セルティックスでプレーした1947-48シーズンにリーグ3位の平均19.4得点をあげ、オールBAA1stチームに選ばれた。その後フィラデルフィア・ウォリアーズやボルティモア・ブレッツに在籍し、1950年に現役を引退した。BAA及びNBAでの成績は、229試合の出場で通算3,579得点（平均15.6得点）であった。
引退後は石油会社で労務関係の職についた。1990年に癌のため73歳で死去。

## 個人成績
| *    | リーグ1位    |
| 太字 | キャリアハイ |

### レギュラーシーズン
| Season  | Team   | GP  | FG%  | FT%  | APG | PPG  |
| ------- | ------ | --- | ---- | ---- | --- | ---- |
| 1946-47 | TRH    | 10  | .349 | .682 | .8  | 19.1 |
| 1946-47 | CLR    | 43  | .375 | .664 | .9  | 16.0 |
| 1947-48 | BOS    | 47  | .323 | .697 | 1.6 | 19.4 |
| 1948-49 | PHW    | 60  | .405 | .686 | 2.7 | 15.3 |
| 1949-50 | PHW    | 17  | .307 | .693 | 2.3 | 8.6  |
| 1949-50 | BLB    | 52  | .328 | .745 | 1.9 | 14.0 |
| Career  | Career | 229 | .354 | .697 | 1.8 | 15.6 |

### プレーオフ
| Year   | Team   | GP | FG%   | FT%  | APG | PPG  |
| ------ | ------ | -- | ----- | ---- | --- | ---- |
| 1947   | CLR    | 3  | .393* | .794 | 1.7 | 23.7 |
| 1948   | BOS    | 3  | .345  | .605 | 2.0 | 20.3 |
| 1949   | PHW    | 2  | .214  | .615 | 1.5 | 10.0 |
| Career | Career | 8  | .338  | .682 | 1.8 | 19.0 |